# Philipp Jakob Cretzschmar

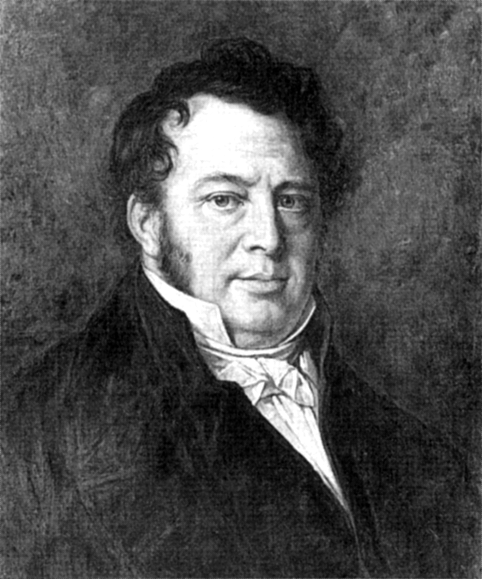
Philipp Jakob Cretzschmar

Philipp Jakob Cretzschmar (* 11. Juni 1786 in Sulzbach; † 4. Mai 1845 in Frankfurt am Main) war ein deutscher Anatom und Zoologe.

## Leben und Wirken
Philipp Jakob Cretzschmar war der Sohn des Sulzbacher Pfarrers Otto Cretzschmar und dessen Frau Anna Katharina geborene Eberhardt. Philipp Jakob Cretzschmar studierte ab 1804 Naturphilosophie in Würzburg und später Medizin in Halle (Saale). Nach seiner Relegation durch Napoleon im Jahr 1807 kehrte er nach Würzburg zurück, wo er seine Prüfung ablegte und promovierte. 1808 wurde er Militärarzt der französischen Armee und nahm an der Schlacht bei Wagram teil. Bis 1813 blieb er als Regimentsarzt erst in französischen, dann in großherzoglich-würzburgischen Diensten und war in Spanien eingesetzt. Nach Tätigkeiten als Chirurg in Wien und Paris praktizierte er als Arzt in Frankfurt am Main und lehrte dort Anatomie und Zoologie am Senckenbergischen medizinischen Institut. Er heiratete Katharina Josephina Müller.
Er gehörte zu den Gründern der Senckenbergischen Naturforschenden Gesellschaft, deren Direktor er 1817 wurde und die er fast 30 Jahre leitete. Mit Eduard Rüppell, ebenfalls Gründungsmitglied der Gesellschaft, publizierte er dessen Forschungsergebnisse einer Afrikaexpedition. In Rüppells Atlas zu der Reise im nördlichen Afrika, erschienen in Frankfurt 1826 bis 1828, besorgte er die vogelkundliche Abteilung, worin er etwa dreißig neue Vogelarten beschrieb, darunter den Goldbugpapagei, den Goliathreiher, den Grauortolan, die Nubiertrappe und „Scotocerca inquieta“. Cretzschmars Präparate bildeten den Grundstock für die Sammlung des Naturmuseums Senckenberg in Frankfurt am Main.
Cretzschmar ist von der französischen Feldloge Les amis de la vraie règle in Perpignan als Freimaurer aufgenommen worden; am 24. März 1815 wurde er von der Frankfurter Freimaurerloge Socrates zur Standhaftigkeit affiliiert, in der er dann u. a. als Redner und von 1834 bis 1842 als Meister vom Stuhl wirkte. 1838–44 erschien sein Werk „Religionssysteme der Freimaurerei“.
Im Jahr 1828 wurde er zum Mitglied der Leopoldina gewählt.
1833 bis 1840 war er Mitglied des Gesetzgebenden Körpers der Freien Stadt Frankfurt.

## Nachleben
Seit 1917 verleiht die Senckenbergische Naturforschende Gesellschaft (seit 2008: Senckenberg Gesellschaft für Naturforschung) zur Erinnerung an ihren ersten Präsidenten, Philipp Jakob Cretzschmar, in unregelmäßigen Abständen die Cretzschmar-Medaille als Auszeichnung für herausragende wissenschaftliche Leistungen.